# Le Hérisson
Pour l’article homonyme, voir Le Hérisson (film).
Le Hérisson est un hebdomadaire français d'humour fondé le 11 décembre 1936, et édité par les Publications Georges Ventillard.
Il suspend sa publication pendant la guerre.
Il revoit le jour le 1er février 1946. Il passe alors du format 37 x 54 cm à un plus grand format. Et il adopte le célèbre papier vert qui le rend particulièrement reconnaissable (son confrère Marius, lui aussi édité par Ventillard, est imprimé sur papier rose).
De nombreux journalistes y collaborent régulièrement : Raymond Baillet, Pierre Ferrary, Michel Herbert, K Ramba, Coco Ricco, Robert Rocca, Jehan Trufeme, etc., ainsi que des dessinateurs humoristiques comme Bendel, Cabu, Chakir, Duc, Faizant, Giraud, Gondot, Harvec, Hervé, Hoviv, Jac Faure, Lassalvy, Lavergne, Louette, Martial, Robert Nyel, Pellos, Piedoue, Pierre, Pruvost, Raynaud, Sempé, Stephan, Tetsu, Roisin, Lionel etc.
Le 15 juillet 1982, il fusionne avec Marius et devient Marius le Hérisson. Le 15 février 1995, il devient Le Hérisson nouveau « Politiquement incorrect », dans un format plus petit (28 x 35 cm), dans une mise en page plus moderne, imprimé en noir, vert et rouge. Mais ce nouveau journal cesse de paraître le 10 mai de la même année. On voit d'autres tentatives éphémères de faire revivre le titre : Le Hérisson Magazine, toujours en 1995, qui ne connaît que quatre numéros ; puis Le Hérisson (où les dessins ont disparu) en 1996 et 1997.
En 2015, sous l'impulsion de Dominique Defix, le journal renaît au format numérique avec le site "leherissonhebdo.fr" avec la volonté de faire perdurer la qualité et la diversité du dessin de presse à la française.
Le Hérisson est évoqué dans le 65e des 480 souvenirs cités par Georges Perec dans Je me souviens. 
Il l'est également par Annie Ernaux dans son livre "une femme" (2019, Folio, p.58.). Aussi cité dans le roman Rue des boutiques obscures de Patrick Modiano ( paru le 5 septembre 1978, Gallimard, p.16. Distingué au Prix Goncourt de la même année ). L'hebdomadaire se vendait beaucoup aux points presse des hôpitaux ou des membres de patients hospitalisés achetaient ce journal pour l'offrir aux malades afin qu'ils n'aient pas que des idées noires lors d'une hospitalisation.